# Vibeke Skofterud
Vibeke Skofterud, norveška smučarska tekačica, * 20. april, 1980, Askim, Østfold, Norveška, † 29. julij 2018, Arendal, Norveška.
Skofterudova je bila skupaj s Therese Johaug, Kristin Størmer Steira in Marit Bjørgen olimpijska prvakinja v štafetnem teku na 4x5 km na Zimskih olimpijskih igrah 2010. V enaki postavi je Norveška štafeta osvojila tudi naslov svetovnih prvakinj na svetovnem prvenstvu v Oslu leta 2011.